# أجمل بي.أ
أجمل بي.أ (بالإنجليزية: Ajmal P.A)‏ هو لاعب كرة قدم هندي، ولد في 9 مايو 2000.